# Съедобная лягушка
Съедобная лягушка (лат. Pelophylax esculentus) — вид или таксон видового ранга (клептон) семейства настоящих лягушек, произошедший в результате гибридизации прудовой (Pelophylax lessonae) и озёрной (P. ridibundus) лягушек не менее 5000 лет назад. Название связано с тем, что лапки этого животного — популярное блюдо французской кухни.

## Описание
Максимальная длина тела 97 мм. Сверху чаще всего окрашены в зелёный (салатный, травянистый) цвет, но у части особей фон серый, оливковый, буроватый или мозаично зелёно-бурый.

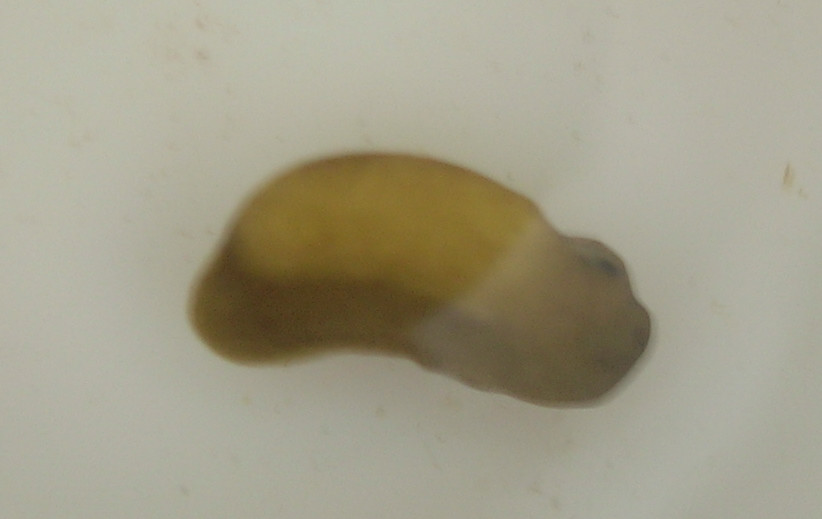
Эмбрион
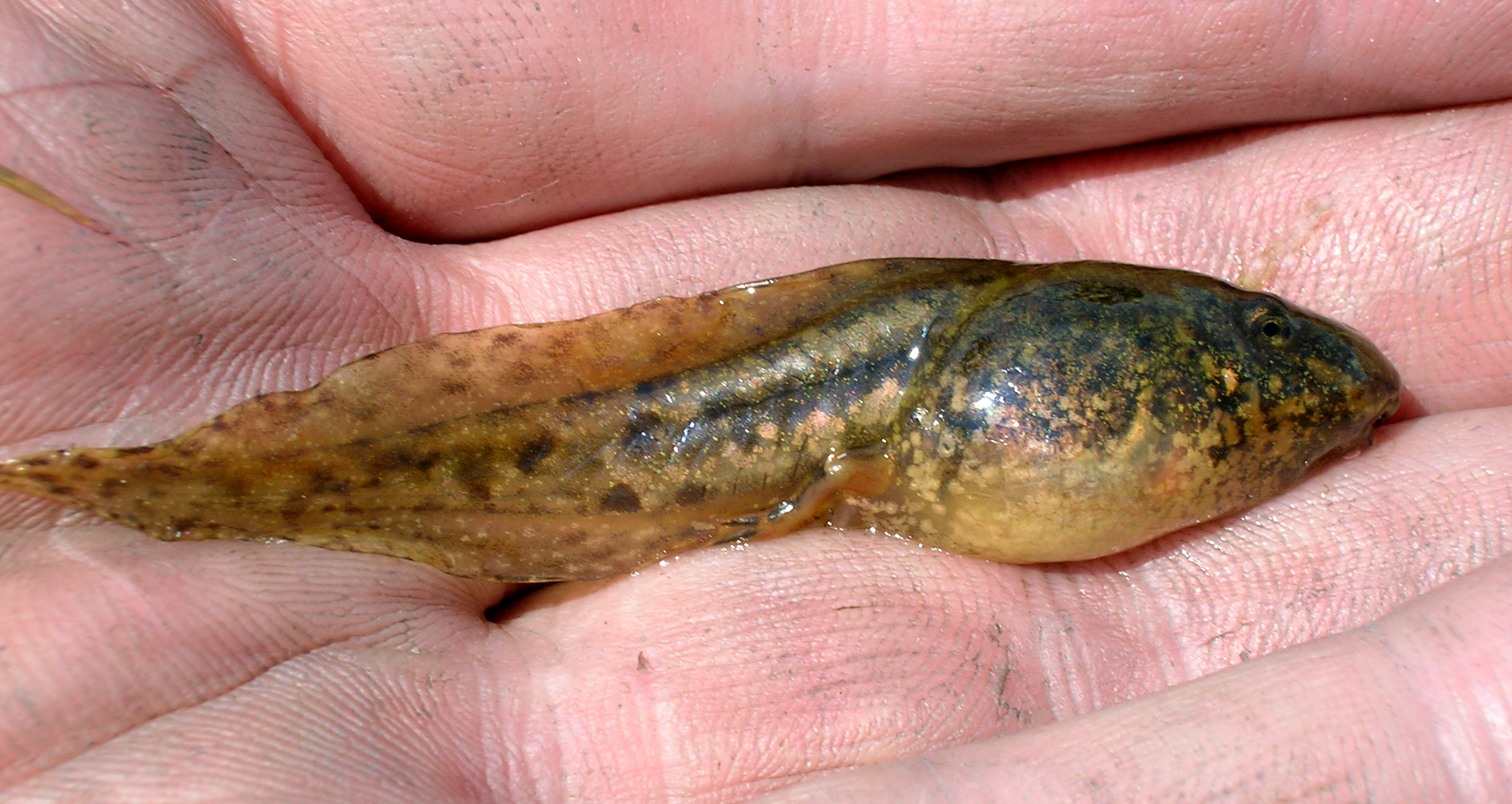
Головастик
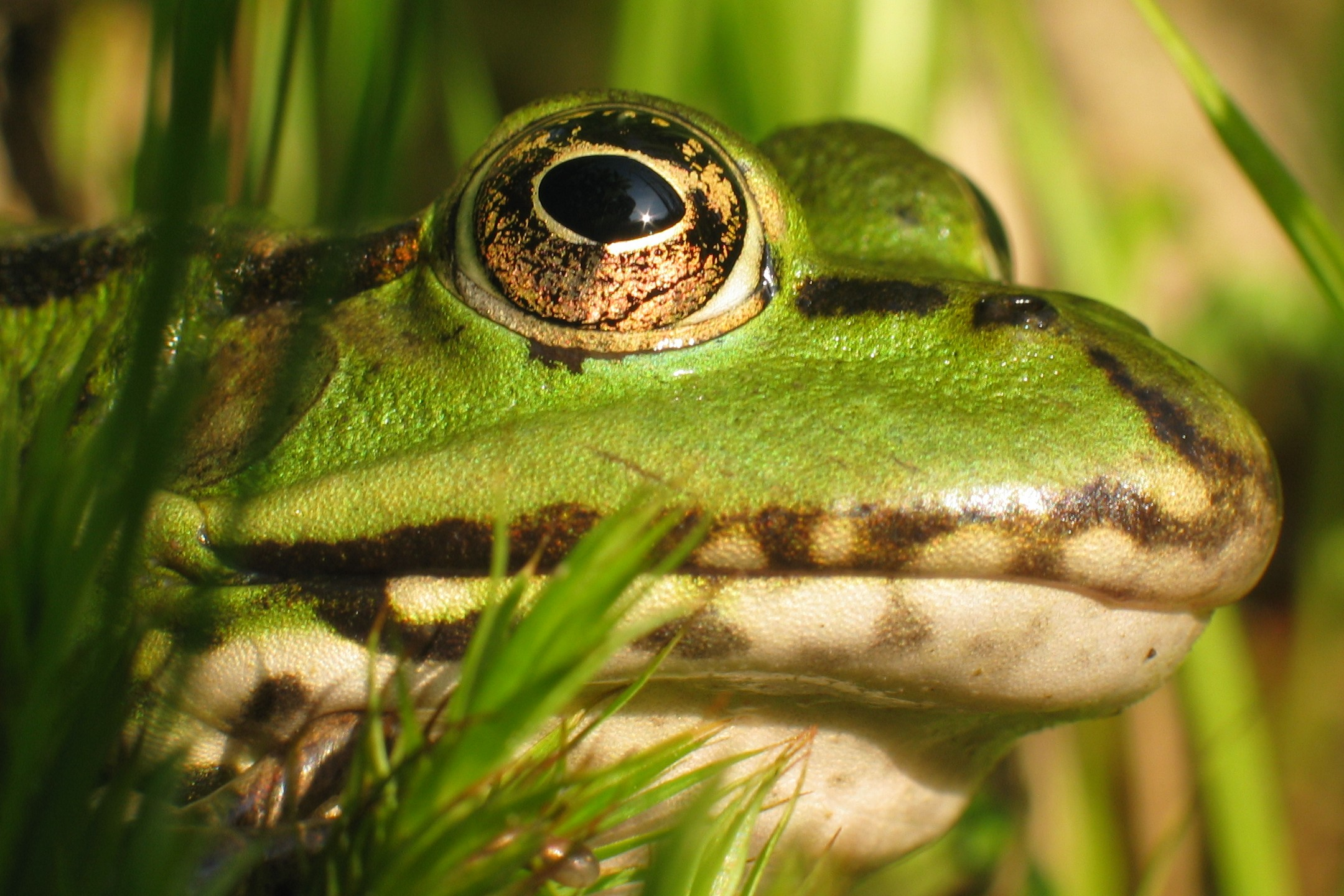
Голова взрослой особи крупным планом
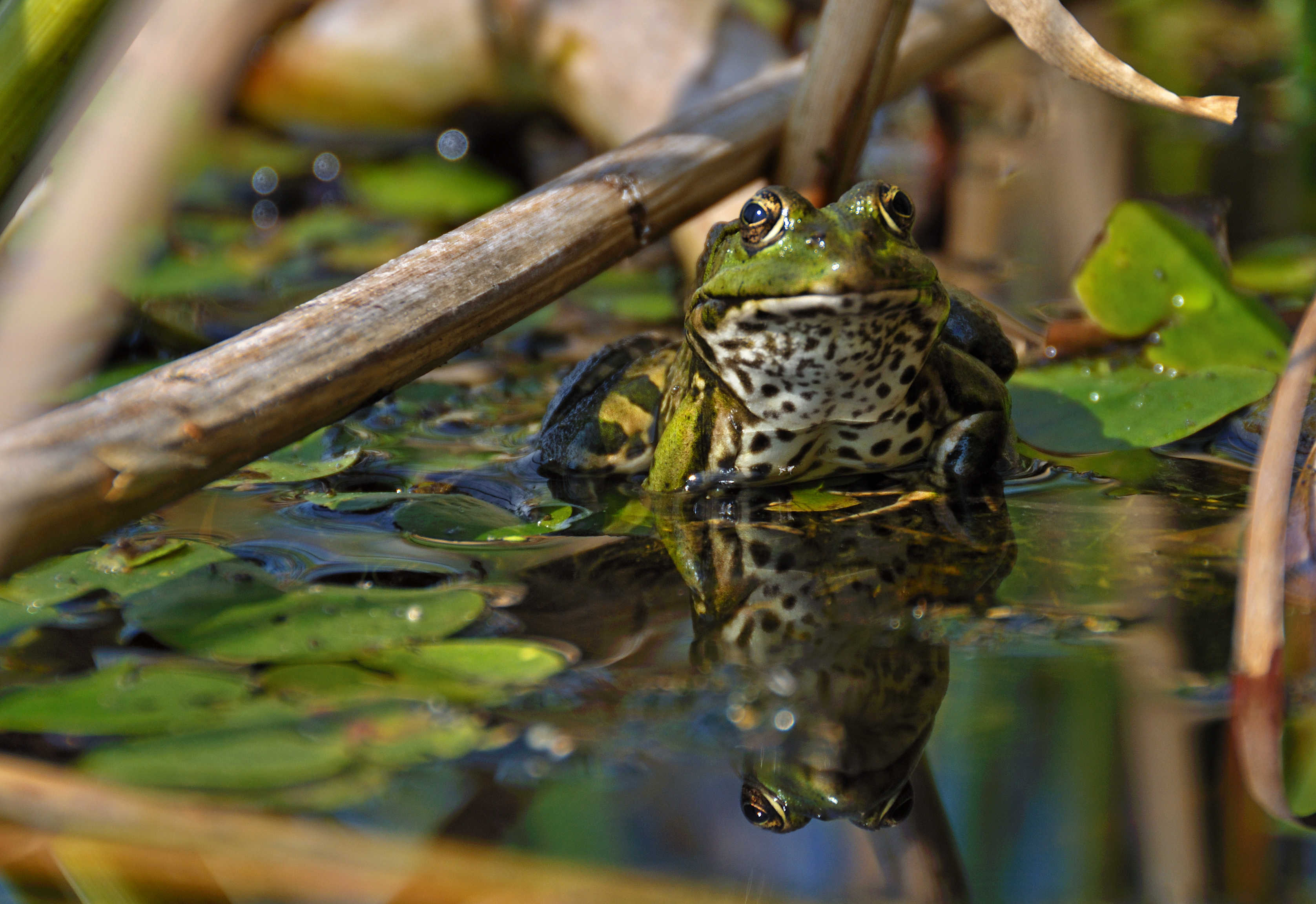
Взрослая особь в естественной среде обитания

Съедобная лягушка имеет промежуточные морфологические признаки между родительскими видами: серые резонаторы; округлый пяточный бугорок, длина которого укладывается 1,7—2,9 раза в длине первого пальца задних конечностей; голеностопные суставы, если конечности сложить перпендикулярно оси тела, они соприкасаются. Характеризуется полуклональным размножением, при котором один из наборов хромосом, характерный для одного из родительских видов, удаляется перед мейозом, а другой удваивается и передаётся в гаметы клонально (без рекомбинации). Также для вида характерно образование триплоидов, встречающихся в центральной и западной частях ареала.

## Ареал
Вид является одним из самых распространённых видов лягушек в Европе. Ареал съедобной лягушки в целом совпадает с ареалом прудовой лягушки и простирается от Нордкапа на севере до Средиземноморья на юге. На востоке встречается в Волжско-Камском крае (в Татарстане и Марий Эл), Удмуртии и Самарской области. Отсутствует на Пиренеях, в Италии, Греции.

### Места обитания и образ жизни
Съедобная лягушка предпочитает ручьи, болота, пруды, заводи, а также реки с небольшим течением. Ведёт дневной образ жизни.

## Таксономический статус
В XVIII веке зелёные лягушки рассматривались в пределах рода Rana L., 1758. В XIX веке их выделили в самостоятельный род Pelophylax Fitzinger, 1843.
Длительное время систематические отношения Pelophylax esculentus с её ближайшими «родственниками» Pelophylax lessonae и Pelophylax ridibundus были предметом активной дискуссии. Съедобная лягушка, ранее Rana esculenta, рассматривалась как вид, подвид или форма. Например, А. М. Никольский считал, что все зелёные лягушки из европейской части СССР (кроме R. ridibunda) относятся к подвиду Rana esculenta esculenta, тогда как Rana esculenta lessonae живёт лишь в Западной Европе. П. В. Терентьев, наоборот, предполагал, что они относятся к подвиду Rana esculenta lessonae, R. esculenta esculenta более редка и живёт в западных районах.
В конце 1960-х годов польский гидробиолог Лешек Бергер начал серию экспериментов по скрещиванию разных форм зелёных лягушек с целью выявить их таксономический статус. Оказалось, что съедобная лягушка представляет собой гибриды между озёрной и прудовой лягушками. В дальнейшем это открытие подтвердилось при изучении белков сыворотки крови и проточной ДНК-цитометрии.
Систематический статус P. esculentus продолжает обсуждаться. Согласно одному из принятых взглядов, это — клептон, то есть новая категория таксона видового ранга, характер которой не совпадает с биологической концепцией вида. Несмотря на то, что запись вида с употреблением слова klepton считается противоречащей бинарной номенклатуре и Международному кодексу зоологической номенклатуры, она всё же часто используется исследователями.

## Размножение
Самка откладывает 1,5—4 тыс. яиц, развитие головастиков длится 2—3 месяца. Половая зрелость наступает в 3 года.

### Феномен полуклонального размножения
После открытия гибридной природы съедобной лягушки австрийский зоолог Хайнц Тюннер, проводивший определение видов с помощью электрофореза белковых маркеров, в 1974 году обнаружил, что P. esculentus продуцирует гаметы, содержащие только один из родительских геномов. Геном второго родительского вида удаляется перед мейозом. Такой тип размножения был найден ранее у мексиканских карпозубых живородящих рыб рода Poeciliopsis, и был назван гибридогенезом. Так как рекомбинация между геномами обычно отсутствует, такой тип воспроизводства также называют полуклональным.

### Полиплоидия
Хотя первые единичные триплоиды были найдены у зелёных лягушек в начале XX века, массовая полиплоидия в природных популяциях у съедобной лягушки была впервые описана в 1975 году немецким герпетологом Р. Гюнтером. В настоящее время триплоиды встречены в центральной и западной частях ареала, в том числе в Дании, Бельгии, Франции, Германии, Польше, Швейцарии, на Украине и в России.

### Типы популяционных систем
В связи с тем, что съедобная лягушка воспроизводится полуклонально, ей необходимо для воспроизводства сосуществовать в смешанных группировках с одним из родительских видов, называемых популяционными системами. Существует несколько классификаций популяционных систем (по видовому составу, характеру плоидности, типам гаметогенеза и т. д.), но в общем виде системы классифицируют следующим образом. Названия систем происходят от первых букв видов, входящих в их состав, и обозначаются через дефис (R — P. ridibundus, L — P. lessonae, E — P. esculentus).
Соответственно выделяют следующие популяционные системы:
1. L — чистые популяции прудовой лягушки;
2. R — чистые популяции озёрной лягушки;
3. R-L — совместное обитание родительских видов без образования гибридов;
4. R-E — совместное обитание съедобной лягушки и озёрной лягушки;
5. L-E -совместное обитание съедобной лягушки и прудовой лягушки;
6. R-E-L — совместное обитание всех трёх таксонов;
7. E-t- чистые популяционные системы, включающие диплоидных и триплоидных съедобных лягушек;
8. R-E-t — совместное обитание ди- и триплоидных особей съедобной лягушки и озёрной лягушки;
9. L-E-t — совместное обитание ди- и триплоидных особей съедобной лягушки и прудовой лягушки.